# Memminger Hütte

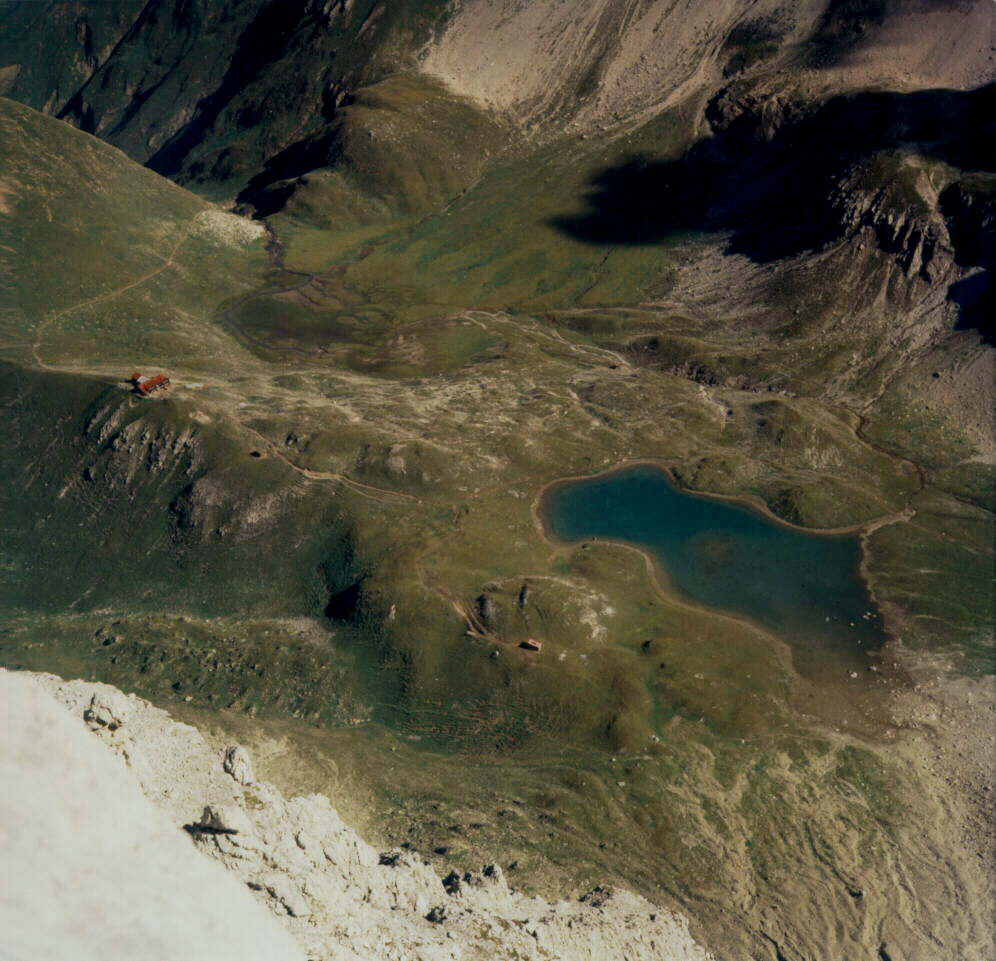
Memminger Hütte und Vorderer Seewisee, Tiefblick fotografiert vom Vorderen Seekopf

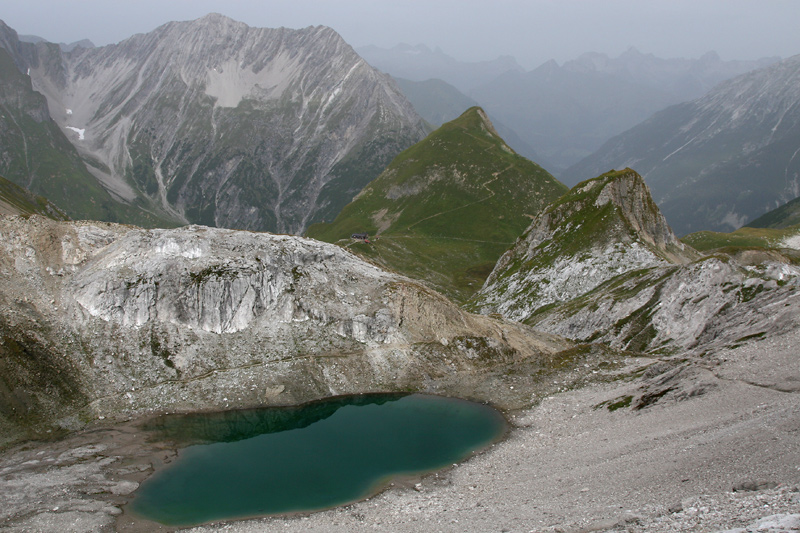
Blick zur Memminger Hütte vom Aufstieg zur Seescharte

Die Memminger Hütte ist eine Schutzhütte der Kategorie I der Sektion Memmingen des Deutschen Alpenvereins in den Lechtaler Alpen, Tirol, Österreich.

## Lage
Die Memminger Hütte liegt auf 2242 m ü. A. am Unteren Seewisee. In der Nähe befinden sich der Mittlere und der Obere Seewisee, ½ Stunde von der Hütte.

## Zugänge
- von Bach über Madau zum Parkplatz auf etwa 1450 m unter der Hütte (nur mit Linientaxi erreichbar), von Bach 5,5 Stunden, vom Parkplatz 2 Stunden

## Nachbarhütten und Übergänge
- Zur Ansbacher Hütte über die Grießscharte und das Winterjoch in 5½ Stunden. Seilversicherungen im Aufstieg von der Grießscharte, der bei Vereisung unangenehm werden kann. Ungeübte sollten den Weg nur in Begleitung erfahrener Bergwanderer oder Führer begehen.
- Zur Augsburger Hütte über den Spiehlerweg in 5 Stunden. Zunächst an den Seewiseen vorbei auf die Wegscharte, über die Parseierjoch genannte tiefste Stelle des Mittelrückens (Seilversicherungen) und weiter über die Reste des Patrolferners an die Steilschrofen der Patrolscharte. Über die Schrofen, lange Passagen seilversichert, auf die Patrolscharte. Von hier auf guten Steigen entweder direkt durch die Gasillschlucht oder – empfehlenswert – über den Gatschkopf zur Augsburger Hütte. Bei Nässe, Neuschnee oder Vereisung kann der Anstieg zur Patrolscharte schwierig werden. Ungeübten ist – auch bei guten Verhältnissen – unbedingt die Begleitung von erfahrenen Bergwanderern oder einem Führer zu empfehlen.
- Zum Württemberger Haus in 4½ Stunden über Seescharte, Großbergkopf und -spitze. In den Schrofen im Abstieg von der Großbergspitze kurze Seilversicherungen.
- Zur Hanauer Hütte über Oberlahmsjöchl, Streichgampenjöchl, Alblitjöchl, Mintschejöchl, Vorderes Gufeljöchl und Gufelseejöchl in 8 Stunden.

## Europäischer Fernwanderweg E5
Der Europäische Fernwanderweg E5 vom Bodensee zur Adria führt vom Lechtal kommend über die Memminger Hütte und die Seescharte und das Zammer Loch bis Zams.

## Gipfel
- Seekogel, 2412 m, markierter Steig, 20 Minuten.
- Seeköpfle, 2562 m, markierter Steig, ¾ Stunde.
- Oberlahmsspitze, 2658 m, 2 Stunden, Kletterei im Schwierigkeitsgrad I+, Steigspuren, der Anstieg wird als nach Unwettern unpassierbar beschrieben.
- Seeköpfe: Hinterer 2718 m, Mittlerer 2702 m und Vorderer Seekopf 2685 m. Empfehlenswert ist ein Rundgang von der Wegscharte auf alten Steigresten über den Hinteren zum Mittleren zum Vorderen Seekopf, von diesem zurück auf den Mittleren und direkt über den Nordostrücken abwärts zum Oberen Seewisee, incl. Abstieg etwa 3 bis 4 Stunden, Kletterei im Schwierigkeitsgrad I+, meist Gehgelände.
- Parseierspitze, 3036 m, über den Spiehlerweg südlich zur Patrolscharte und dann über den Ostgrat oder über den nördlichen Rand des Grinnerferners, gut 6 Stunden.

## Skitouren
- Hüttenaufstieg: Auf dem Sommerweg – wie alle Touren in den zentralen Lechtaler Alpen nur bei sehr lawinensicheren Verhältnissen zu empfehlen.
- Gipfel: Seeköpfe
- Hüttenübergänge: Württemberger Haus, Ansbacher Hütte über Madau und das Alperschontal